# Krakkó villamosvonal-hálózata
Krakkó villamosvonal-hálózata (lengyel nyelven: Tramwaje w Krakowie) Lengyelország Krakkó városában található. Összesen 27 vonalból áll, a hálózat teljes hossza 90 km. Jelenlegi üzemeltetője a MPK Kraków.
A vágányok 1435 mm-es nyomtávolságúak, az áramellátás felsővezetékről történik, a feszültség 600 V egyenáram.  Krakkóban 28 villamosvonal van: 24 rendszeres, egy turisztikai, egy segítő (vasárnaponként és ünnepnapokon jár), valamint két gyorsvillamos vonalai.
A forgalom 1882-ben indult el.

## Története
Az első lóvasút 1882 októberében indult Krakkóban. A vonal keskenyvágányú volt (900 mm nyomtávolságú), 2,8 km hosszú, a Főpályaudvartól a Piactéren keresztül a Podgórze-hídig vezetett. 1888-ban kiépült az első kocsiszín (Kazimierzben, a Szent Lőrinc utcában), 1896-ban pedig megindult a második vonal.
1900-ban megalakult a Krakkói Villamostársaság, mint a krakkói villamosvonalakat üzemeltető vállalat. 1901. március 16-án átadták használatra az első keskenyvágányú villamosvonalat. A vonalat 17 új, Sanokban gyártott kocsi (SN1) meg régi lóvasúti vagonokból átépített pótkocsik szolgálták ki.
1910-ben elkezdődött az első normál nyomtávolságú (1435 mm) vonal meg egy új kocsiszín építése. A vonal 1913 januárjában indult , az Óváros déli részén keresztül a Krakus-hídig vezetett. 1913-ban a normál nyomtávolságú kocsiparkban 25 motorvagonból állt, a keskenyvágányú 30-ból. 1917 februárjában a villamos eljutott Podgórzéig.
Az osztrák megszálláskor a villamosok bal oldali forgalmúak voltak, 1925-től jobb oldalivá lett.
1928-ban Krakowska Miejska Kolej Elektryczna S.A. nevű részvénytársaság (Krakkói Városi Villamosvasút Rt.) átvette a felügyeletet a villamosok fölött. 1930-ban a villamosvonalak hálózata 17,8 km hosszú volt. Azonban a világválság azt hozta, hogy a kocsik száma túl nagy lett és különben nem volt pénz új kocsikra. Ezért a motor- és pótkocsikat önállóan gyártották a részvénytársaság műhelyeiben. A Krakkóban gyártott új villamos prototípusa aranyérmet nyert a Közlekedési és Turisztikai Nemzetközi Kiállításon Poznańban (1930). 1939-ben Krakkóban 9 villamosvonal működött, amit 87 motorkocsi és 24 pótkocsi szolgált ki.
A német megszálláskor a villamos maradt az egyetlen közlekedési eszköz Krakkóban. Az autóbuszokat a németek lefoglalták. A villamosok fele is csak a németeknek volt fenntartva („Nur für Deutsche” feliratokkal jártak). 1940-ben a németek beindítottak két új villamosvonalat, azután hoztak 38 elég lepusztult vagont Nürnbergből.
A II. világháború végéig Krakkóban 100 motorkocsi és 50 pótkocsi járt. Az első háború után épült vonal 1945 februárjában indult meg újra (keskenyvágányú volt). Ez év végéig helyreállították a hálózat működését a Visztula északi partján. 1946–47 közt újjáépítettek két hidat, rajtuk villamosvágánnyal. Így helyreállították a villamosközlekedés régi hálózatát. 1949-ben a Városi Villamos Vasút megkapta az első vagonokat a Chorzówi vagongyártól, 1951-ben pedig a részvénytársaság Városi Közlekedési Üzemmé (Miejskie Zakłady Komunikacyjne, MZK) változott.
1952 novemberében megindult az első vonal Nowa Hutába (pontosabban, a Lenin-kohóig, ez az 5-ös vonal és máig jár). A Piactérről kivonták a villamosokat, felszámolták az utolsó keskenyvágányú vonalat is. A villamoshálózat fejlesztése a következő években főként Nowa Hutára vonatkozott. Az egész városban 340 kocsi járt.
1969-ben csuklós villamosok kezdtek járni Krakkóban (102N/102Na típusú, Chorzówban gyártva). Ebben az időben megindultak új vonalak a német megszálláskor a városhoz csatolt kerületekbe (Bieżanów, Łagiewniki, Mistrzejowice, Bronowice).
1975-ben Krakkóba 105N típusú modern kocsikat hoztak be, 1989-ben ismét használt kocsikat Nürnbergből. Összesen 540 kocsi járt akkor a városban. 1999-ben NGT6 típusú, modern, alacsony padlószintű, Bautzenben gyártott villamosokat vettek üzembe. Ezek azon az új vonalon járnak, melyet 2000 októberében hoztak létre Kurdwanów (Podgórze Duchackie felé.
A krakkói villamosok színei kezdettől összekapcsolódtak a város színeivel. Az alapszín 1941-ig kék volt (a Németországból behozott kocsik zöld- és krémszínűek voltak). 1949-ben bevezették a városi tömegközlekedésben a kötelező piros színt, viszont épp Krakkó volt az első olyan város, ahol (1962-től) elkezdték átfesteni a villamosokat a városi színére (Krakkóban kékre). 1989-ben megint megjelentek az a krémszínű villamosok, ezek Nürnbergből származtak. Sajnos hamarosan majdnem minden villamost színes reklámok fedtek be.

### Krakkói gyorsvillamos
2008-ban Krakkó megnyitotta a gyorsvillamos alagútját. A gyorsvillamos abban különbözik a szokásostól, hogy közlekedési sebességének meg kell haladnia a 25 km/h-s sebességet az állásidőket is beszámítva. Ez többszintű vágánykereszteződéseket követel meg és elsőbbséget az útkereszteződésekben. A gyorsvillamos vonala 14 km hosszú, maga az alagút pedig 1,5 km. Az alagútban két állomás van. A Krakkói gyorsvillamost a kanadai Bombardier meg a német MAN N8S vagonok szolgálják ki.

## Kocsipark
- Konstal 105Na – 156 vagon, a chorzówi Konstalban gyártották az 1979-92-es években. 13,5 m hosszúak, hosszabb vonatba csatolhatóak. Krakkóban két és három vagonból álló vonatok járnak (némelyek egy vagonosak), bár elméletileg öt vagonig terjedhetnek a vonatok.
- MAN GT6 – 13 csuklós villamos. Különféle német városok számára gyártották őket 1962–66 közt. Krakkó vett GT6 tipusú vagonokat is Nürnbergből 1994-2004 közt, melyeket mostanában fokozatosan kivonnak az üzemeltetésből.
- Bombardier NGT6 – 50 csuklós villamos, melyeket a Bombardier Transportation kanadai konszern gyártott. Ez alacsony padlószintű, 26 m hosszú. Ezek a 2000-től behozott villamosok a krakkói gyorsvillamos vonalán járnak.
- E1 – 73 vagon. 1966-76 években eredetileg Bécs számára gyártották őket Ausztriában. Krakkóba 2003-ban jöttek be.
- MAN N8S-NF – 12 csuklós, hattengelyes villamos. 1976-77 közt gyártották ezeket. Krakkóba 2006-ban hozták be őket. Kétirányúak, ezért nem kell ezeknek hurok alakú végállomás. Így főként a Pawia utcában járnak (a főpályaudvarnál), itt nincs hurok alakú végállomás. Ezek járnak a gyorsvillamos vonalán is.
- Düwag GT8S – 22 csuklós villamos. 1973-75 közt gyártották ezeket Düsseldorf számára az ottani gyárban. Krakkóba 2009-ben jöttek be.
- Rotax/MPK EU8N – 17 csuklós villamos. A krakkói kocsiszínekben szerelték össze őket 2008-ban vásárolt E6 és C6 típusú bécsi metróvonatokból.

## Képek

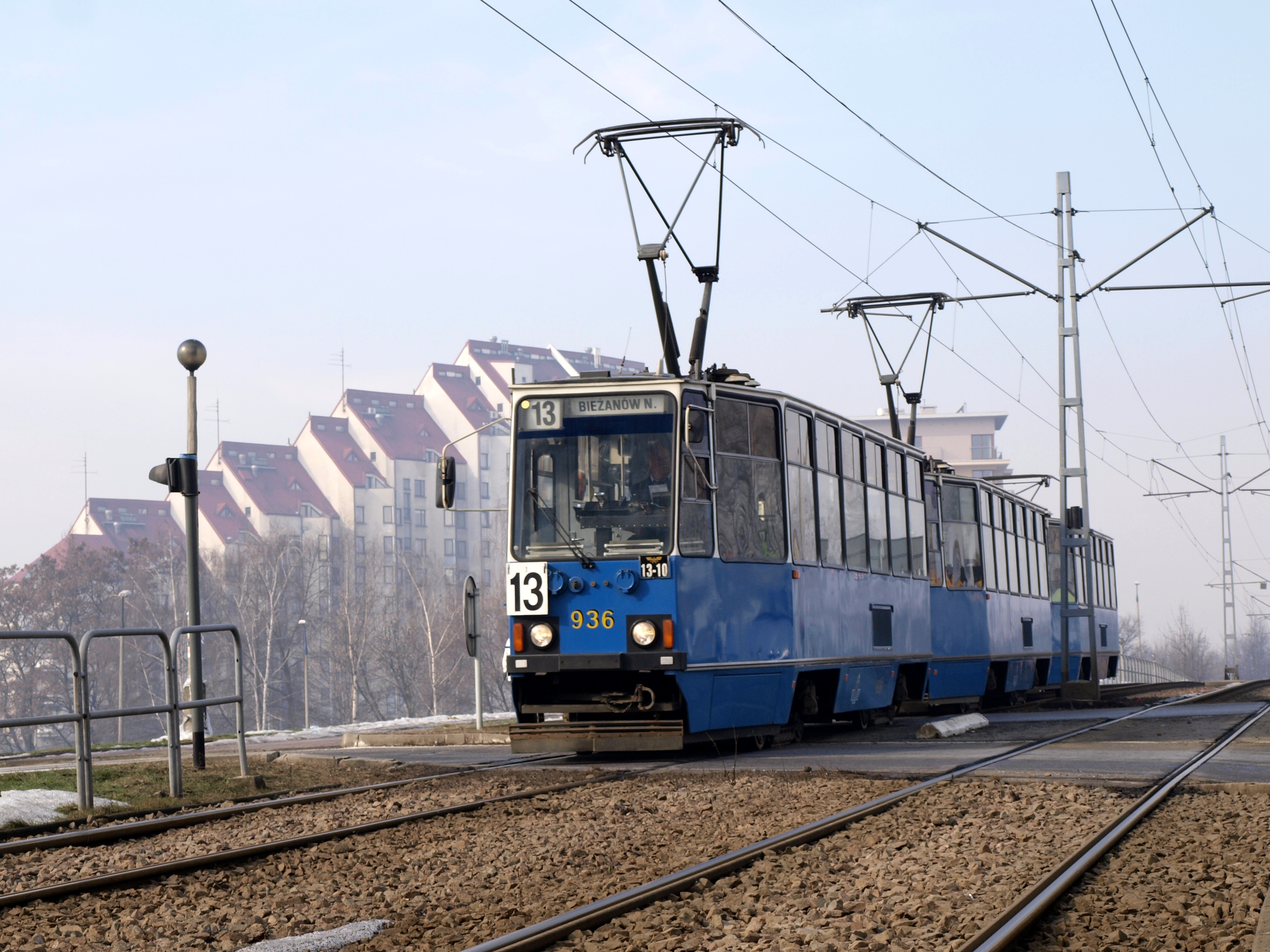
105Na
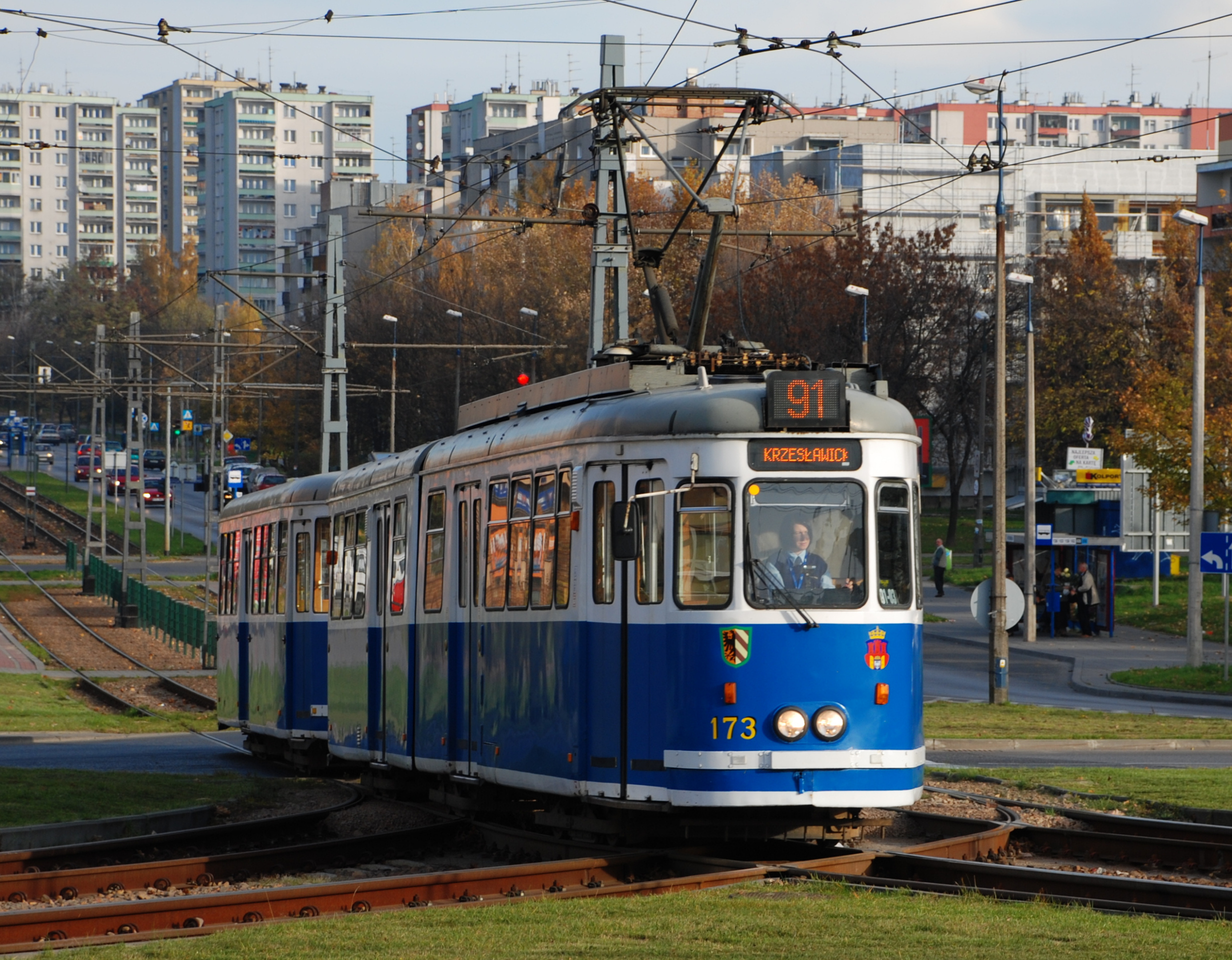
MAN GT6
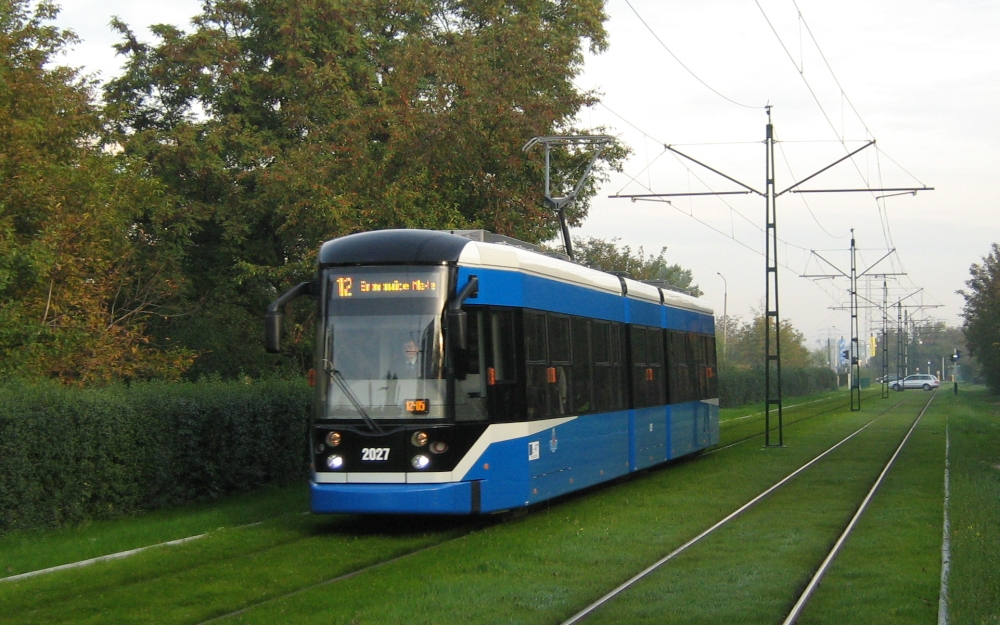
Bombardier NGT6
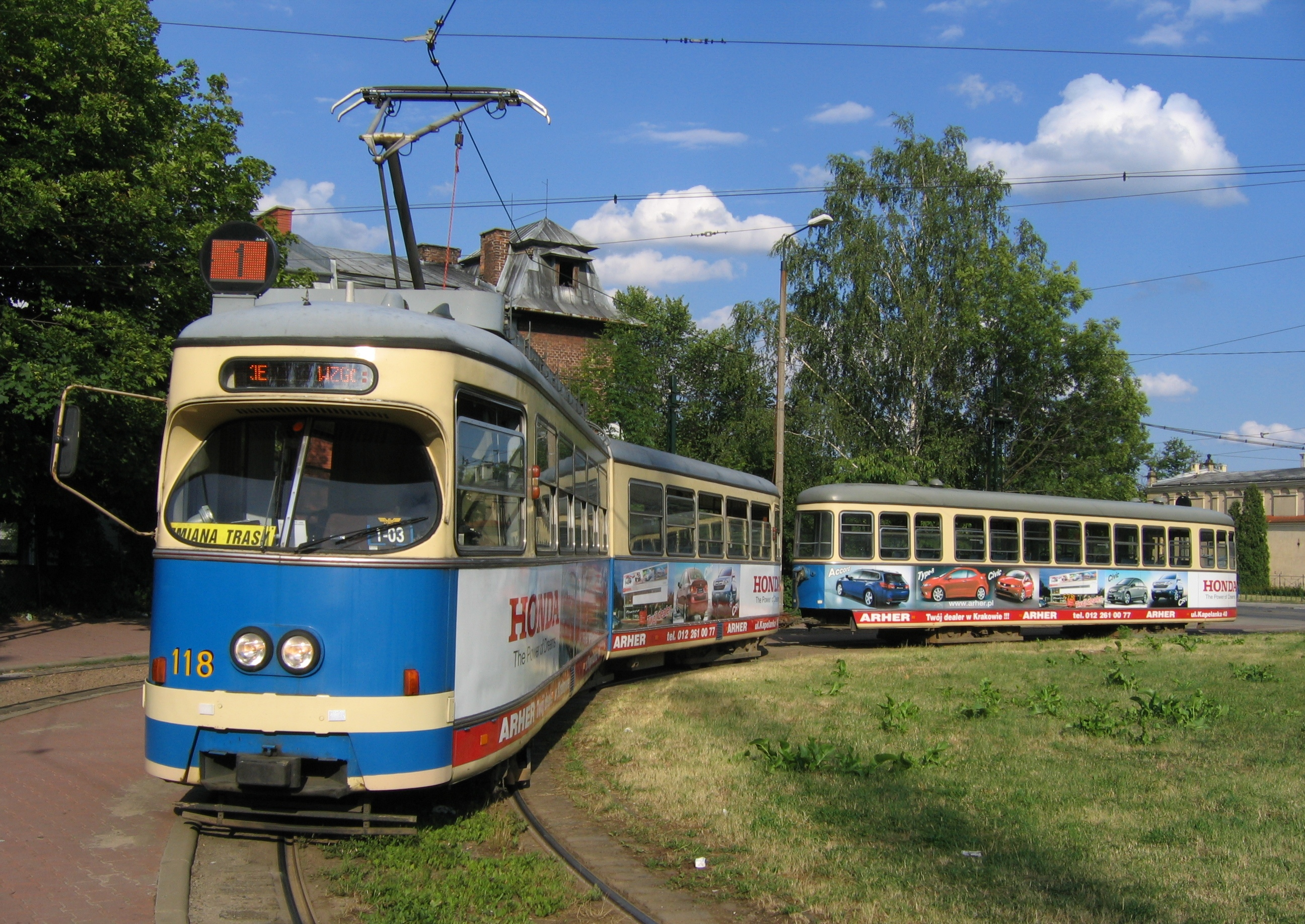
E1
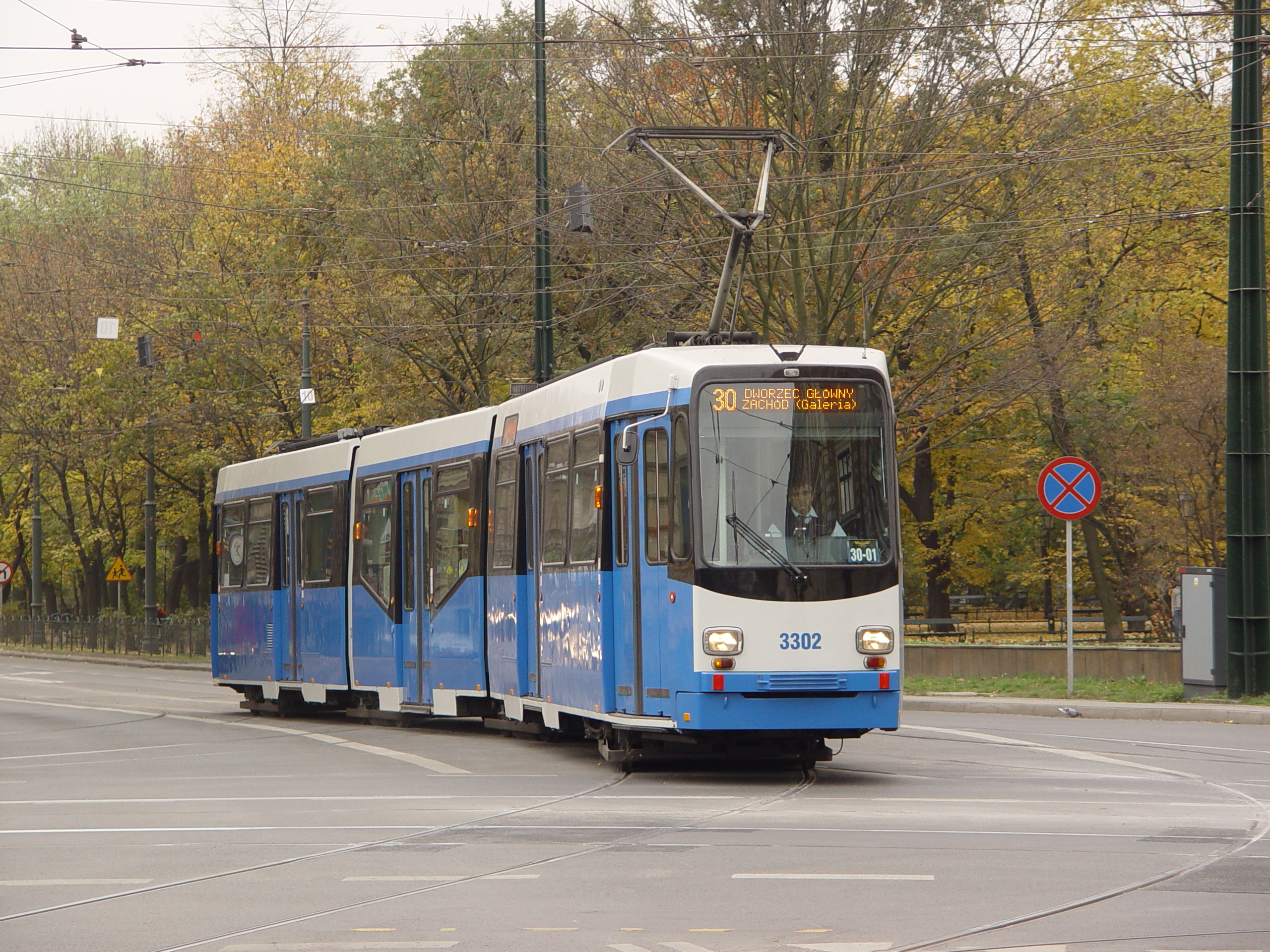
MAN N8S-NF
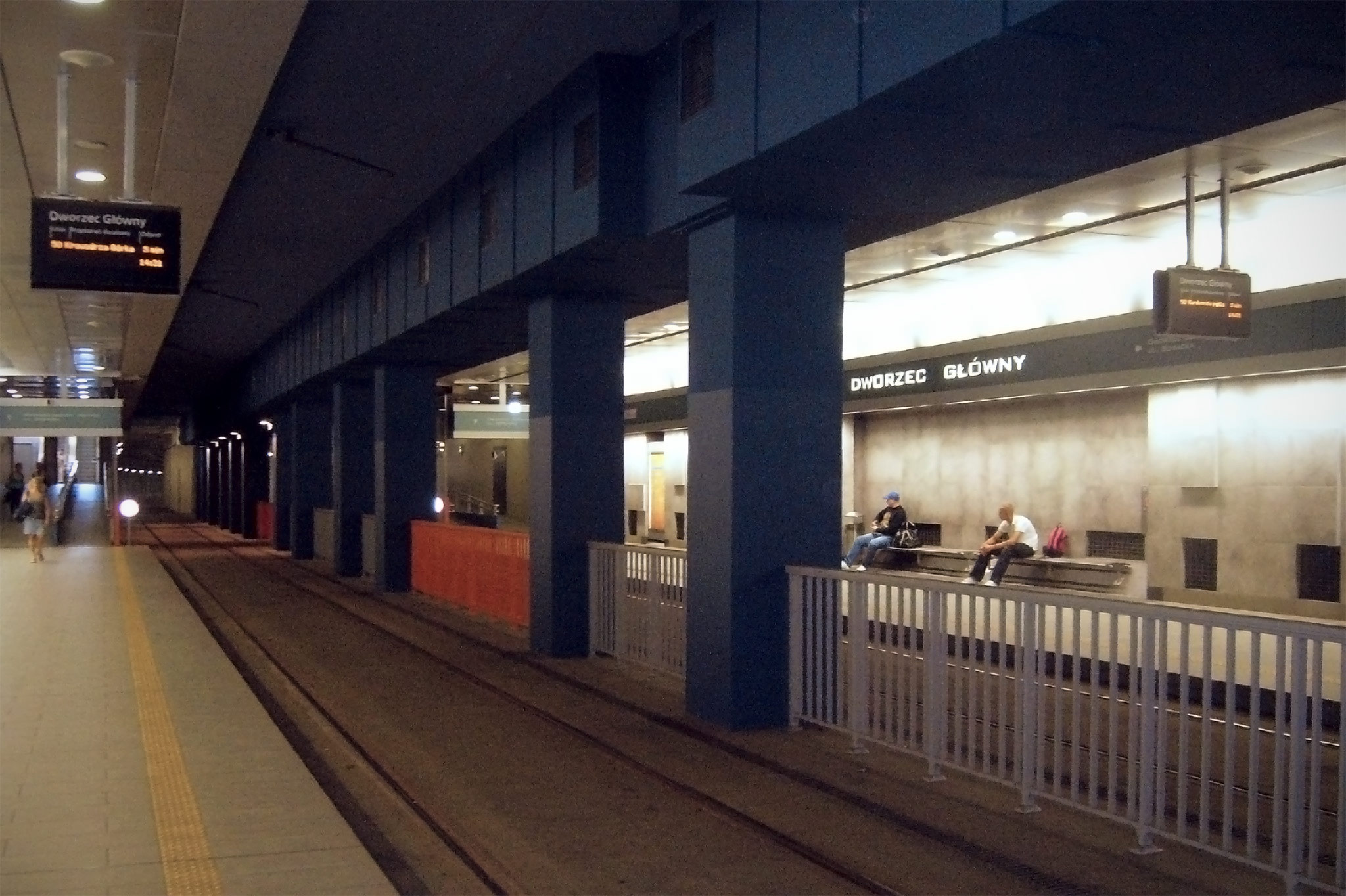
Krakkói gyorsvillamos alagútja a „Főpályaudvari alagút” állomáson
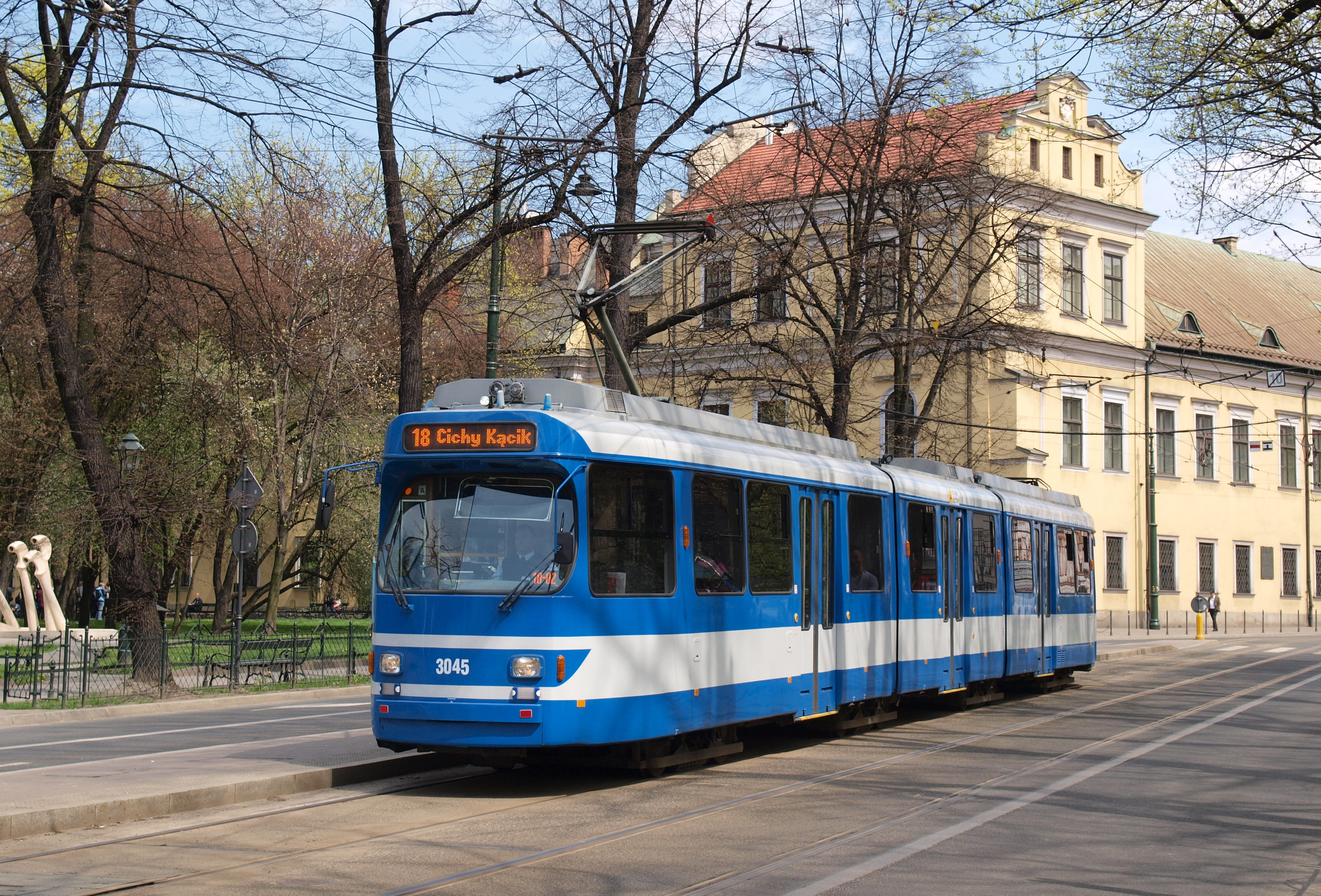
Düwag GT8S
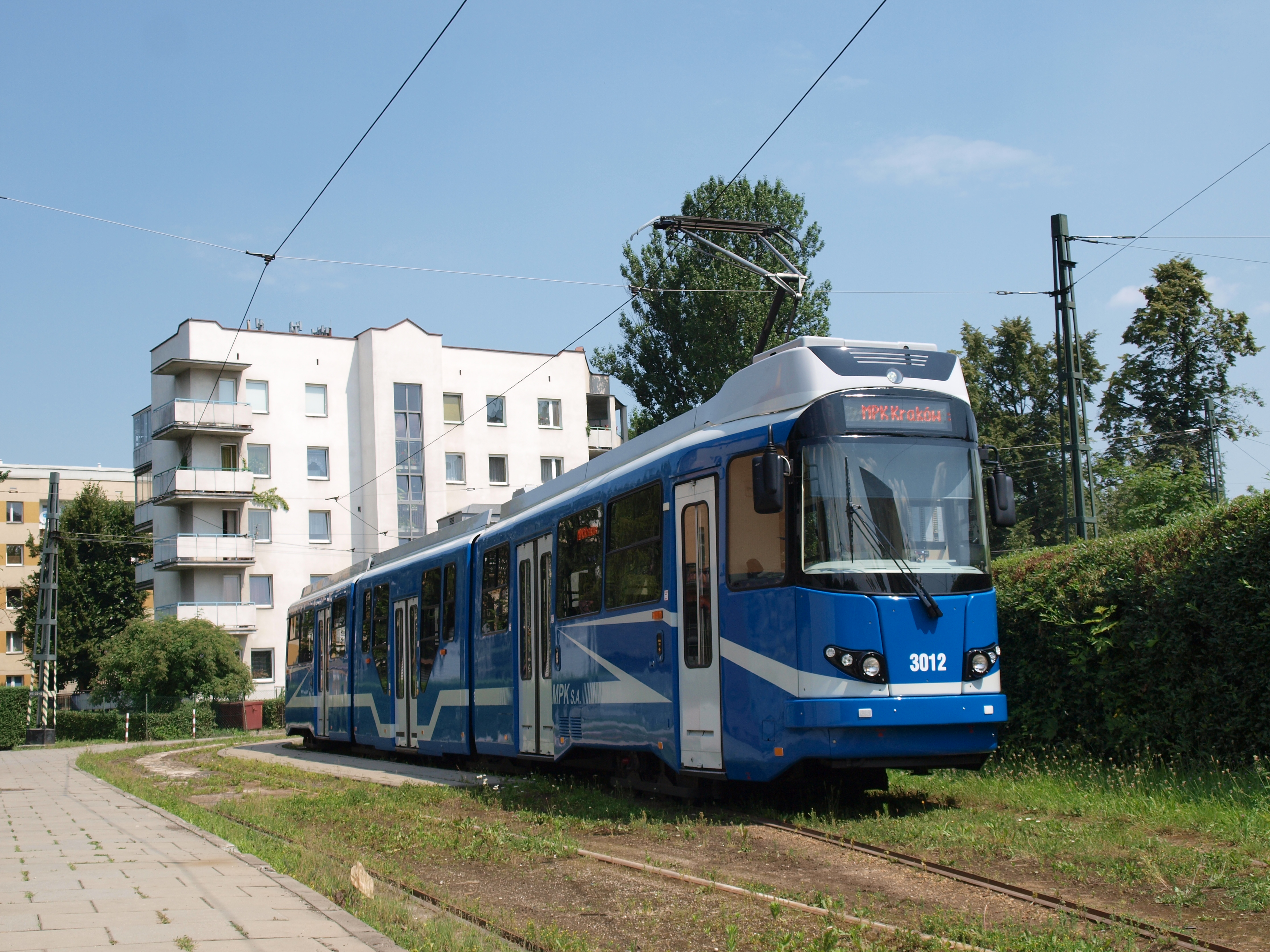
EU8N